# Colne
Colne este un oraș în comitatul Lancashire, regiunea North West, Anglia. Orașul se află în districtul Pendle.